# إيدي كيرشنر
إيدي كيرشنر (بالألمانية: Eduard Kirschner)‏ هو لاعب كرة قدم ألماني في مركز الهجوم، ولد في 9 سبتمبر 1953 في تيتنفايس في ألمانيا. لعب مع بايرن ميونخ 2 وبايرن ميونخ وغرويتر فورت وفورت لودردايل سترايكرز وفورتونا كولن ونادي آوغسبورغ.

## وصلات خارجية
- إيدي كيرشنر على موقع بيانات كرة القدم. دي إي (الألمانية)
- إيدي كيرشنر على موقع عالم كرة القدم.نت (الإنجليزية)